# Manuel Asprilla
Manuel Alexander Asprilla Cota o Manuel Asprilla (15 de marzo de 1991, Panamá, Panamá) es un futbolista panameño de madre mexicana, que juega como mediocampista en el equipo Tauro FC de la Liga Panameña de Fútbol.  El "Mané" llega como flamante refuerzo del Tauro FC para el LPF Apertura 2012 y la Concacaf Liga Campeones 2012-2013.

## Clubes
| Club              | País   | Año         |
| ----------------- | ------ | ----------- |
| Tigrillos UANL    | México | 2010 - 2012 |
| Tauro FC          | Panamá | 2012 - 2013 |
| Atlético San Luis | México |             |